# Russell Vought

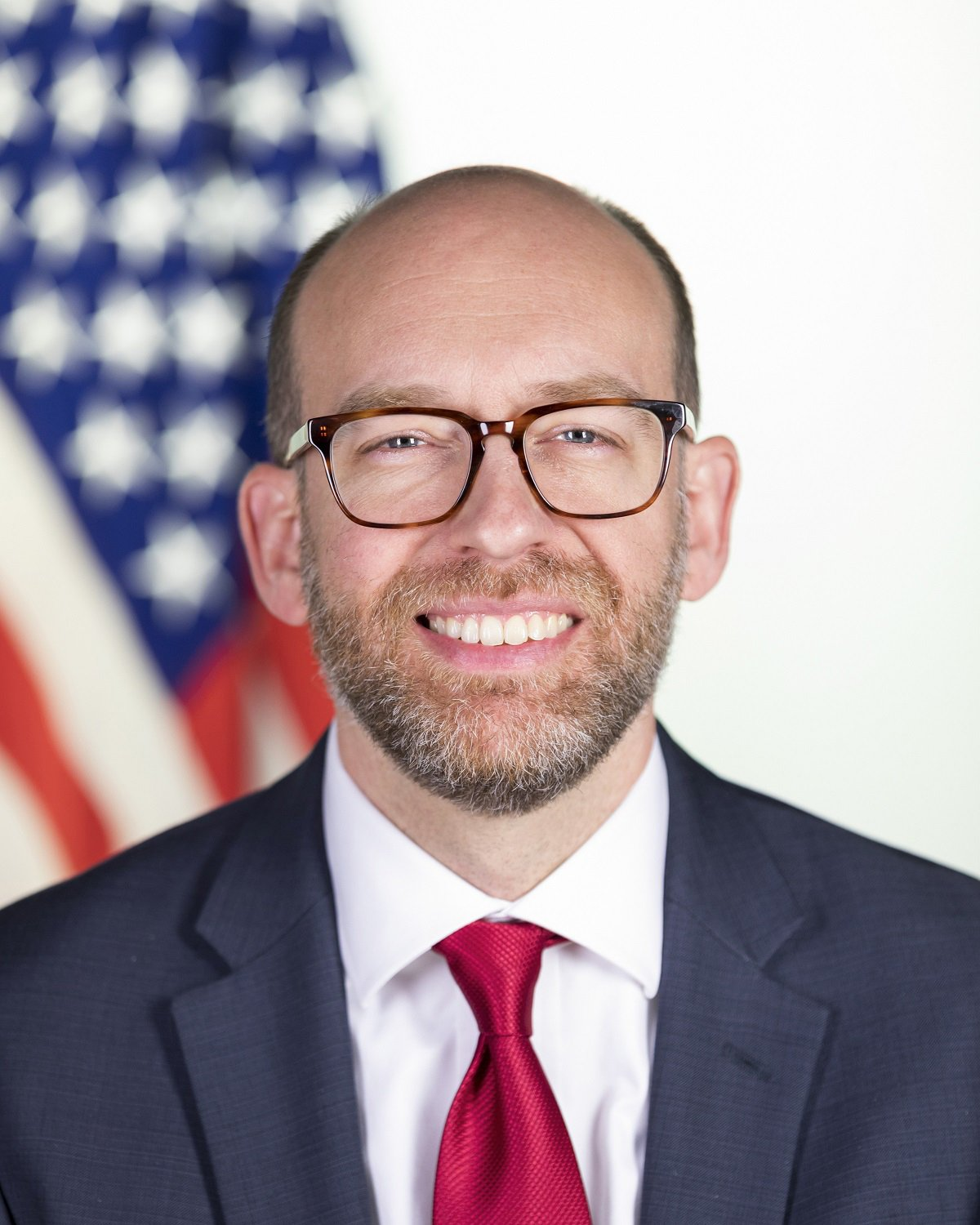
Russell Vought (2018)

Russell „Russ“ Thurlow Vought (* 26. März 1976 in Mount Vernon, New York) ist ein US-amerikanischer Regierungsbeamter. Unter Präsident Donald Trump war er von Juli 2020 bis Januar 2021 und erneut ab Februar 2025 Direktor des Office of Management and Budget. Zuvor hatte er als stellvertretender Direktor die Behörde seit Januar 2019 kommissarisch geleitet.

## Werdegang
Vought wuchs in Virginia auf. Von 1994 bis 1998 erwarb er einen Bachelor of Arts am Wheaton College, 2004 schloss er die Law School der George Washington University als Juris Doctor ab. Erste berufliche Erfahrungen sammelte er als Mitarbeiter im Stab der US-Senatoren Phil Gramm und Chuck Hagel. Im Anschluss arbeitete er in verschiedenen Funktionen für die Republikanische Fraktion im US-Repräsentantenhaus. Von 2010 bis 2017 war er als Lobbyist für die konservative Heritage Foundation tätig.
Im April 2017 nominierte ihn der neue US-Präsident Donald Trump als stellvertretenden Direktor der nationalen Haushaltsbehörde Office of Management and Budget. Während seiner Anhörungen hatte sich Kritik an früheren Äußerungen Voughts zum Islam entzündet. In einem Facebook-Post hatte er 2016 geschrieben, dass Muslime nicht an Gott glauben würden und daher „verdammt“ seien. Am 28. Februar 2018 stimmte der Senat dem Nominierungsvorschlag von Vought zu. Die entsprechende Abstimmung war sehr knapp, jeweils 49 Senatoren hatten für beziehungsweise gegen seine Bestätigung gestimmt, sodass Vizepräsident Mike Pence das Patt zugunsten Voughts mit seiner Stimme auflösen musste. In seine Tätigkeitszeit als stellvertretender OMB-Direktor fällt die Ukraine-Affäre, in der militärische Hilfen aus politischen Gründen zurückgehalten worden waren. Einer Aufforderung des ermittelnden Kongressausschusses unter Eid auszusagen, kam Vought nicht nach.
Am 2. Januar 2019 wurde OMB-Direktor Mick Mulvaney zum Stabschef des Weißen Hauses berufen, behielt jedoch formell seinen OMB-Posten. Die geschäftsführende Behördenleitung ging dennoch an Vought über. Im März 2020 entließ Trump Mulvaney sowohl als Stabschef als auch als Leiter des OMBs und nominierte Vought als dessen Nachfolger. Am 20. Juli 2020 stimmte der Senat diesem Vorschlag zu. Während seiner Amtszeit wurde Vought insbesondere seitens der Demokraten mehrfach kritisiert, unter anderem wegen einer Anweisung an seine Behörde, Bundesgelder von Projekten in Verbindung mit Critical Race Theory abzuziehen. Zudem wurde ihm vorgeworfen, die Amtsübernahme von Joe Bidens Regierung nach dessen Sieg bei der Präsidentschaftswahl 2020 behindert zu haben, was Vought bestritt.
Mit der Amtseinführung Bidens schied Vought am 20. Januar 2021 aus dem Amt. Er gründete daraufhin den Think Tank Center for American Restoration (Stand 2024: Center for Renewing America), dessen Ziel es unter anderem sein soll, den Einfluss der Critical Race Theory in der Öffentlichkeit und insbesondere in Schulen zurückzudrängen. Die Denkfabrik ist maßgeblich am Project 2025 beteiligt und laut Vought mit dem Entwurf von Executive Orders und Dienstvorschriften betraut, die im Falle einer Wiederwahl Donald Trumps 2024 die direkte Umsetzung der skizzierten Ziele ermöglichen sollen. Vought selbst schrieb darin ein Kapitel, in dem er ausführte, dass der „Klimafanatismus der Biden-Regierung“ nun von der gesamten neuen Regierung rückgängig gemacht werden müsse.
Ende November 2024 gab Trump bekannt, dass Vought das Office of Management and Budget ab Januar 2025 wieder übernehmen wird. Am 6. Februar wurde er vom Senat mit 53 zu 47 Stimmen in seinem Amt bestätigt.

## Politische Positionen
Vought gilt als ultrakonservativer christlicher Nationalist und vertritt die Ansicht, dass sich das amerikanische Volk im Krieg mit einer „als Waffe benutzte[n] Bürokratie“ befinde, die „jede Entscheidung auf der Grundlage von Klimawandel-Extremismus und ... Woke-Militanz trifft.“ Hierfür will er u. a. den National Climate Assessment, einen alle paar Jahre erstellten peer-reviewten Klima-Sachstandsbericht für US-Regierung schwächen und mit Ansichten von Klimawandelleugnern und schadstoffintensiven Industrieunternehmen verwässern. Er fordert ebenfalls, dass das Militär den Klimawandel bei seinen Risikoabschätzungen nicht mehr berücksichtigen soll und u. a. das Büro für Klimapolitik der Regierung Biden abgeschafft werden soll. Zudem sollen mindestens 50.000 Beamte in politische Angestellte umgewandelt werden, damit sie leichter entlassen und ersetzt werden können. Dies soll u. a. bei den Beamten der Umweltbehörde EPA der Fall sein. Diese sollen „traumatisch betroffen sein“. Ziel sei es, deren Finanzierung zu stoppen, „so dass die EPA nicht alle Regeln gegen unsere Energieindustrie durchsetzen kann, weil sie keine finanzielle Bandbreite dafür hat.“